# 超验主义
超越主义，或超越论，也称作“新英格兰超越主义”或“美国文艺复兴”，是美国的一种文学和哲学运动。它兴起于1830年代的新英格兰地区，经过不断发展成为美国思想史上一次重要的思想解放运动。其领导人是美国思想家、诗人拉尔夫·沃尔多·爱默生，重要成员有美国作家、哲学家亨利·戴维·梭罗等。超验主义强调人与上帝间的直接交流和人性中的神性，具有强烈的批判精神。其社会目标是建立一个道德完满的乌托邦式理想社会，其精神成为美国文化中一个重要遗产。

## 核心观点
主张人能超越感觉和理性而直接认识真理，认为人类世界的一切都是宇宙的一个缩影：
“就像我们面对面和在明朗的白天里悟到真理一样，我们也在背地里和在黑夜中与真理不期而遇。”——梭罗语
“世界将其自身缩小成为一滴露水”——爱默生语
它强调万物本质上的统一，万物皆受“超灵”制约，而人类灵魂与“超灵”一致。这种对人之神圣的肯定使超验主义者蔑视外部的权威与传统，依赖自己的直接经验。

## 关于超验主义的重要意义
这种超验主义观点强调人的主观能动性，有助于打破加尔文教的“人性恶”、“命定论”等教条的束缚，为热情奔放、抒发个性的美国式文化奠定了基础。超验主义，让每一个人找到真实的自己，只要你静心地寻找你自己的灵魂，你就是自己的主宰。

## 文学作品
作为一场融欧洲与美国思想潮流于一体的思想运动，它催生了美国散文一系列经典之作：《自然》（Nature，1836）、《美国学者》（The American Scholar，1837）、《知识的自然历史》（Natural History of Intellect，1893）、《瓦尔登湖》（Walden，or Life in the Woods，1854 梭罗著），等等。

## 刊物
- 《日晷》